# Propileje
Propileje (grško: Προπύλαια, lat. propylon 'pred vrati') so vsak slavnostni vhod, ki temelji na izvirnih propilejah in se je uporabljal kot vhod na Akropolo v Atenah. Znane so bile tudi v Perziji. Brandenburška vrata v Berlinu in propileje v Münchnu posnemajo osrednji del atenskih propilej.

## Etimologija
Grška beseda προπύλαιον (propylaeon) (latinsko: propylaeum) dobesedno pomeni »vrata pred vrati« ali stavba z vrati pred grškim tempeljskim kompleksom - temenosom. Pozneje pomenijo propileje vstopni objekt v urbanistični kompleks posebne vsebine.

## Propileje na atenski Akropoli
Kot monumentalni prehod do Akropole  so bile zgrajene propileje pod vodstvom atenskega voditelja  Perikleja, Fidija pa je bil ob koncu perzijskih vojn odgovoren za načrtovanje obnove Akropole kot celote. Po Plutarhu je propileje zasnoval arhitekt Mnesikles, vendar ne vemo nič o njem. Gradnja se je začela leta 437 pred našim štetjem in se je končala leta 432, ko stavba še ni bila dokončana. 
Propileje so bile zgrajene iz belega marmorja in sivega elevsininskega apnenca, ki je bil uporabljen samo za poudarke. Uporabljena je bila tudi železna struktura, ki pa je po mnenju Williama Bella Dinsmoorja , ki je analiziral strukturo, oslabila stavbo. Objekt je sestavljen iz osrednje stavbe z dvema lopama s šestimi dorskimi stebri na fasadi na zahodni (zunanji) strani, eno na severu in eno na jugu.
Osrednja stavba med lopama ima pet različno visokih in širokih vrat s šestimi dorskimi stebri na fasadi na zahodu za tiste, ki vstopajo na Akropolo, in na vzhodu za tiste, ki odhajajo. Stebri so v enakem razmerju (ne po velikosti) kot stebri Partenona. Stavba je pravi prehod iz posvetnega v posvečeni prostor. Kiparski ostanki v pedimentu niso ohranjeni. 
Skozi osrednji najširši prehod je vodila klančina, namenjena prehodu obrednih živali.  
Vhod v Akropolo je bil pod nadzorom Propilej, saj dostop do svetišča ni bil omogočen.
Zunanje (zahodno) krilo na desno in levo od osrednje stavbe je stalo na isti ploščadi kot zahodni del osrednje stavbe. Tako kot osrednja stavba so tudi krila imela dorske stebre. Notranjost vhodne lope delijo trije pari jonskih stebrov v tri ladje. To je torej prva znana stavba, ki ima dorski in jonski slog hkrati. To je tudi prva monumentalna stavba v klasičnem obdobju, ki je bolj zapletena kot preprost kvader ali valj. 
Vhodu v sredini sta bili levo in desno priključeni krili s posebno vlogo: v enem je bil prostor za tempeljsko stražo, v drugem pa pinakoteka (sistematično urejena zbirka umetniških slik - SSKJ).
Kot posledica izbruha peloponeške vojne med Atenami in Šparto leta 431 pred našim štetjem Propileje niso bile nikoli končane. Ne le, da vzhodno krilo manjka, stenske površine niso odrezane do svojih končnih oblik, saj so izbokline ostale na mnogih blokih. 

### Poškodbe
Propileje so ostale nepoškodovane celotno grško, rimsko in bizantinsko obdobje. V obdobju vojvodine Atene so se uporabljale kot palača družine Acciaioli, ki je vladala vojvodini med letoma 1388 in 1458. Leta 1656 pa so bile močno poškodovane zaradi eksplozije skladišča smodnika. Frankovski stolp, postavljen na južnem krilu, so porušili leta 1874.

### Obnova
Danes so delno obnovljene. Obnova je potekala od leta 1984 pod vodstvom Tasosa Tanoulasa in se uporablja kot glavni vhod na Akropolo za tisoče turistov, ki vsako leto obiščejo območje. V obdobju pred olimpijskimi igrami v Atenah leta 2004 so bile  zavite v gradbene odre zaradi obnovitvenih del. Ob koncu leta 2009 so bili vsi odri odstranjeni in stavba je zdaj v celoti na ogled. Obnova osrednjega poslopja je prejela nagrado Evropske unije za kulturno dediščino / Europa Nostra Award leta 2013. 

## Brandenburška vrata
Brandenburška vrata v Berlinu naj bi se zgledovala po propilejah. Stojijo kot slavnostni vhod na bulvarju Unter den Linden, ki vodi proti kraljevi palači. Zgrajena so bila v letih 1789 do 1793 in so delo C. G. Langhansa.
Objekt je osno simetričen z glavnim prehodom na sredini. Ob straneh so nižje lope. Na zunanjih fasadah je šest dorskih stebrov, povezani so z arhitravom, nad njim je friz s triglifi in metopami. Horizontalni venec zaključuje ogredje, nad njim je timpanon. Na podstavku v sredini je bronasta skulptura, konjska četverovprega. Nižji lopi skupaj z glavnim objektom v tlorisu sestavljajo črko U.

## Plečnikove propileje na ljubljanskih Žalah
Vhodni portal Centralnega pokopališča Žale v Ljubljani predstavljajo tudi Plečnikove propileje. Slavnostni vhod je povezal z upravno stavbo in drugimi prostori, vse pa povezal s konkavno usločenim stebriščem po antičnem zgledu. Oba dela stebrišča sta povezana s slavolokom. Nad njim stoji dvojni kip Kristusa in Marije. Skozi ta vhod zunanji profani prostor prehaja v prostor vseh svetih.